# Кэчхон
Кэчхон (кор. 개천시?, 价川市?) — город в КНДР в провинции Пхёнан-Намдо.

## История
Во время Корейской войны с октября по декабрь 1950 был занят войсками ООН как и провинция Пхёнан-Намдо целиком.

## География
К Кэчхону тянется горная цепь, состоящая из таких гор, как Мёхянсан, Чхансан, Чхонсонсан, Чхонрёнсан. Самый высокий пик — Пхэктхапхсан. Важные реки — Тэдонган и Чхончхон. 61 % территории города — залесена.

## Экономика
Город богат водными ресурсами, поэтому там находится несколько водохранилищ. Сельское хозяйство развивается экстенсивно, включая домашний скот и фруктовые сады. Главными промышленными отраслями города являются механическая обработка и металлообработка, также заметно представлена и добывающая промышленность.

## Туризм
Интересными туристическими местами в Кэчхоне являются пещера Сонам, храм Тхэрипхса с девятиярусной каменной пагодой, крепости Чханхамсон, Тхосон и Косасансон, дольмен Намса, группа дольменов в Мукпхансане. Есть также озеро Ёнпхун, который был создан в 1956 году, пещера Ёнвон, которая была открыта в 1966 году и является памятником природы КНДР № 43.